# Herman Myhrberg
Herman Joel Myhrberg, född 29 december 1889 i Göteborg, död 9 augusti 1919 i Göteborg, var en svensk fotbollsspelare (anfallare) som var uttagen till den svenska fotbollstruppen i OS i Stockholm 1912 där han som lagkapten spelade i Sveriges båda matcher i turneringen.
Myhrberg, som under sin klubbkarriär tillhörde Örgryte IS, spelade under åren 1909-1913 sammanlagt 10 landskamper där han gjorde 2 mål. I landslaget var han för en tid också lagkapten, detta under 6 matcher 1911-1912 inkluderande OS-turneringen 1912.
Myhrberg dog i augusti 1919, 29 år gammal, av den då härjande influensaepidemin Spanska sjukan, efterlämnandes hustrun Elsa Axeline Matilda Myhrberg (1893–1984).

## Meriter

### I klubblag
Örgryte IS
- Svensk mästare (2): 1909, 1913

### I landslag
Sverige
- Uttagen till OS (1): 1912
- 10 landskamper, 2 mål

### Individuellt
- Mottagare av Stora grabbars och tjejers märke, postumt år 1926

### Webbsidor
- Myhrberg på SOK.se
- Myhrberg på sports-reference.com
- Lista på landskamper, svenskfotboll.se, läst 2013 01 29
- "Olympic Football Tournament Stockholm 1912", fifa.com, läst 2013 01 29